# Ляшенко Лідія Василівна
Ляшенко Лідія Василівна (нар. 16 грудня 1936, Київ) — радянська та українська вчена-хімік, професор, доктор хімічних наук (1994). Лауреат Державної премії УРСР у галузі науки і техніки (1970)..

## Біографія
Ляшенко Лідія Василівна закінчила у 1959 р. Київський університет. Працювала в Києві в Інституті фізичної хімії АН України: у 1976–1991 рр. – старший науковий співробітник, у 1992–1998 рр. – провідний інженер.

## Наукові дослідження
Напрямок – закономірності каталітичних та фотокаталітичних процесів окислення органічних сполук та розробка нових методів синтезу низькотемпературних каталізаторів цих процесів із застосуванням нетрадиційних методів синтезу, зокрема шляхом фотоактивації поверхневих структур каталітичних систем.

## Нагороди та відзнаки
- 1970 р. – Державна премія УРСР у галузі науки і техніки

## Основні наукові праці
- Окисление легких углеводородов на массивных и металлокомплексных гетерогенных катализаторах в нестационарных условиях // Катализ и катализаторы. 1986. Т. 24;
- Окисление спиртов на гомогенных, микрогетеро¬генных и гетерогенных ванадийсодержащих катализаторах под действием УФ-облучения // Кинетика и катализ. 1988. Т. 29;
- Low-Temperature Hydrogen Reduction of Pure Co3O4 and Doped with Palladium // Appl. Surface Science. 1988–89. Vol. 35 (усі – співавт.).